# Grande Prêmio da Itália de 1957
Resultados do Grande Prêmio da Itália de Fórmula 1 realizado em Monza em 8 de setembro de 1957. Oitava e última etapa do campeonato, foi vencida pelo britânico Stirling Moss, da Vanwall, com Juan Manuel Fangio em segundo pela Maserati e Wolfgang von Trips em terceiro pela Ferrari.

## Resumo
Foi a primeira vez na história que duas etapas válidas pelo mundial de Fórmula 1 foram realizadas no mesmo país, circunstância repetida entre 1981 e 2006 quando os italianos sediaram o Grande Prêmio de San Marino e depois sua própria corrida.

## Classificação da prova
| Pos. | Nº | Piloto                          | Construtor | Voltas | Tempo/Diferença   | Grid | Pontos |
| ---- | -- | ------------------------------- | ---------- | ------ | ----------------- | ---- | ------ |
| 1    | 18 | Stirling Moss                   | Vanwall    | 87     | 2:35:03.9         | 2    | 8      |
| 2    | 2  | Juan Manuel Fangio              | Maserati   | 87     | + 41.2            | 4    | 6      |
| 3    | 36 | Wolfgang von Trips              | Ferrari    | 85     | + 2 voltas        | 8    | 4      |
| 4    | 26 | Masten Gregory                  | Maserati   | 84     | + 3 voltas        | 11   | 3      |
| 5    | 8  | Giorgio Scarlatti Harry Schell  | Maserati   | 84     | + 3 voltas        | 12   | 1      |
| 6    | 34 | Mike Hawthorn                   | Ferrari    | 83     | + 4 voltas        | 10   |        |
| 7    | 22 | Tony Brooks                     | Vanwall    | 82     | + 5 voltas        | 3    | 1      |
| 8    | 32 | Luigi Musso                     | Ferrari    | 82     | + 5 voltas        | 9    |        |
| 9    | 10 | Paco Godia                      | Maserati   | 81     | + 6 voltas        | 15   |        |
| 10   | 14 | Horace Gould                    | Maserati   | 78     | + 9 voltas        | 18   |        |
| 11   | 28 | André Simon Ottorino Volonterio | Maserati   | 72     | + 15 voltas       | 16   |        |
| Ret  | 30 | Peter Collins                   | Ferrari    | 62     | Motor             | 7    |        |
| Ret  | 20 | Stuart Lewis-Evans              | Vanwall    | 49     | Motor             | 1    |        |
| Ret  | 6  | Jean Behra                      | Maserati   | 49     | Superaquecimento  | 5    |        |
| Ret  | 16 | Bruce Halford                   | Maserati   | 47     | Motor             | 14   |        |
| Ret  | 4  | Harry Schell                    | Maserati   | 34     | Vazamento de óleo | 6    |        |
| Ret  | 24 | Jo Bonnier                      | Maserati   | 31     | Superaquecimento  | 13   |        |
| Ret  | 12 | Luigi Piotti                    | Maserati   | 3      | Motor             | 17   |        |

## Tabela do campeonato após a corrida
| Classificação do mundial de pilotos \| \| Pos. \| Piloto \| Pontos \| \| \| ---- \| ------------------ \| ------- \| \| \| 1 \| Juan Manuel Fangio \| 40 (46) \| \| \| 2 \| Stirling Moss \| 25 \| \| \| 3 \| Luigi Musso \| 16 \| \| \| 4 \| Mike Hawthorn \| 13 \| \| \| 5 \| Tony Brooks \| 11 \| |      |                    |         |
| | Pos. | Piloto             | Pontos  |
| | 1    | Juan Manuel Fangio | 40 (46) |
| | 2    | Stirling Moss      | 25      |
| | 3    | Luigi Musso        | 16      |
| | 4    | Mike Hawthorn      | 13      |
| | 5    | Tony Brooks        | 11      |

- Nota: Somente as primeiras cinco posições estão listadas. Apenas os cinco melhores resultados dentre os pilotos eram computados visando o título com a ressalva que o campeão da temporada surge grafado em negrito.